# إلين ماكلولين
إلين ماكلولين (بالإنجليزية: Elaine McLaughlin) هي منافسة ألعاب القوى بريطانية، ولدت في 17 نوفمبر 1963.

## وصلات خارجية
- إلين ماكلولين على موقع الاتحاد الدولي لألعاب القوى (الإنجليزية)
- إلين ماكلولين على موقع أوليمبيديا (الإنجليزية)
- إلين ماكلولين على موقع اللجنة الأولمبية البريطانية (الإنجليزية)